# Neolana dalmasi
Neolana dalmasi is een spinnensoort uit de familie Stiphidiidae. De soort komt voor in Nieuw-Zeeland.